# Autosan H7
Autosan H7 – seria autobusów miejskich, międzymiastowych oraz specjalnych klasy mini, zaprezentowana w 1999 roku, a produkowana seryjnie w latach 2000–2006, początkowo przez spółkę Autosan-Bussan, a następnie przez przedsiębiorstwo Autosan w Sanoku.
Rodzina H7 zastąpiła w ofercie producenta wdrożone do produkcji seryjnej w 1992 roku autobusy serii H6, których koncepcja i konstrukcja stanowiły podstawę do opracowania pierwszych wersji modelu Autosan H7, produkowanych w latach 2000–2001. W 2001 roku znacząco zmodernizowano tę serię pojazdów, zastosowano nowe nadwozie oraz wprowadzono zmiany konstrukcyjne w układzie jezdnym i napędowym. Produkcję ostatnich odmian tej serii zakończono w 2006 roku, wraz z wprowadzeniem do oferty nowej rodziny autobusów klasy mini Autosan Solina. W nowych pojazdach zastosowano całkowicie odmienne rozwiązania konstrukcyjne, zamiast podwozia podłużnicowo-kratownicowego wykorzystano podwozie ramowe lekkiego samochodu ciężarowego Mercedes-Benz Vario. Pomimo istotnych różnic technicznych aż do końca 2010 roku modele serii Solina nosiły oznaczenie H7, w przypadku wersji międzymiastowej H7-10MB Solina, a w odmianie miejskiej H7-20MB Solina LE/Solina City. Ostatecznie produkcję modeli Solina/Solina City zakończono w 2011 roku. Ich następcą została kolejna generacja małych autobusów Autosan Wetlina.

## Geneza
Spadek liczby przewozów miejskich i międzymiastowych obserwowany w II połowie lat 90. oraz rosnąca konkurencja w segmencie autobusów klasy mini, sprawiła, iż wydzielona ze struktury przedsiębiorstwa Autosan S.A. spółka Autosan-Bussan, specjalizująca się w produkcji oferowanych od 1992 roku przedniosilnikowych autobusów miejskich i międzymiastowych serii Autosan H6, rozpoczęła prace konstrukcyjne nad nowym modelem oznaczonym jako H7. Pod koniec lat 90. na rynku polskim znacząco wzrosła sprzedaż autobusów klasy mini zarówno miejskich, jak i międzymiastowych. Głównym konkurentem dla produktów zakładów w Sanoku stało się przedsiębiorstwo Kapena, które we współpracy z włoskim przedsiębiorstwem Cacciamali opracowało w 1997 roku autobus miejski Kapena City, bazujący na podwoziu samochodu dostawczego Iveco TurboDaily A59.12. W tym samym czasie rozpoczęto sprzedaż produkowanych w Turcji autobusów marek Anadolu, Otoyol i Temsa opartych na podwoziach dostarczanych przez Isuzu oraz Mitsubishi. W celu zahamowania spadku sprzedaży swoich autobusów, Autosan-Bussan po konsultacjach z klientami przystąpił do opracowania bazującej na rozwiązaniach Autosanów H6-10 i H6-20 nowej serii autobusów klasy mini, która w stosunku do swojego poprzednika charakteryzowała się powiększoną przestrzenią pasażerską oraz lepszymi właściwościami jezdnymi.

## Modele seryjne

### Autosan H7-10.01/H7-20.01
W 1999 roku zaprezentowano prototyp nowego autobusu międzymiastowego o oznaczeniu Autosan H7-10.01. Nowy pojazd opracowany został jako wersja rozwojowa produkowanego seryjnie od 1992 roku modelu H6-10. Wprowadzone zmiany miały na celu zaspokojenie potrzeb dotychczasowych użytkowników autobusów serii H6, którzy zgłaszali uwagi dotyczące niewystarczającej liczby miejsc pasażerskich oraz słabej dynamiki i zbyt wysokiego zużycia paliwa.
Zmodernizowany Autosan H7-10.01 w stosunku do starszego modelu H6-10, charakteryzował się nadwoziem wydłużonym o 797 mm (do 7152 mm), które pod względem konstrukcji i stylizacji było w pełni zunifikowane z poprzednikiem. Prototypowy egzemplarz wyposażony został w umieszczone pomiędzy osiami w prawej ścianie bocznej nadwozia jednopłatowe drzwi, otwierane ręcznie w układzie 0-1-0. W lewej ścianie bocznej zastosowano natomiast drzwi przeznaczone tylko dla kierowcy. Wnętrze przystosowane zostało do przewozu 35 pasażerów, z czego 28 na miejscach siedzących. Do napędu pojazdu zastosowano spełniający wymagania normy emisji spalin Euro 2, turbodoładowany 4-cylindrowy, rzędowy silnik wysokoprężny Iveco 8040.45 o pojemności skokowej 3908 cm³ i mocy maksymalnej 100 kW (136 KM). Jednostka napędowa została zblokowana z 6-biegową manualną skrzynią biegów Iveco 2855.01. W układzie jezdnym zastosowano zawieszone na resorach piórowych przednią oś sztywną oraz tylny sztywny most napędowy produkcji przedsiębiorstwa Star Trucks ze Starachowic. Produkcję modelu H7-10 rozpoczęto w 2000 roku, odmiany seryjne w stosunku do prototypu różniły się zastosowaniem jednopłatowych, otwieranych na zewnątrz drzwi sterowanych pneumatycznie. Opcjonalnie możliwe było zamówienie wersji z drugą parą drzwi, umieszczonych na zwisie tylnym. W pierwszym roku produkcji seryjnej dostarczono odbiorcom 12 egzemplarzy tego modelu.
Równolegle z Autosanem H7-10 opracowano odmianę miejską, oznaczoną jako Autosan H7-20.01. Model ten, podobnie jak wersja międzymiastowa, posiadał nadwozie wydłużone o 797 mm w stosunku do poprzedniego modelu Autosan H6-20.03, dzięki czemu przestrzeń pasażerska uległa powiększeniu i umożliwiała przewóz 38 pasażerów, z czego 20 na miejscach siedzących. Dostęp do wnętrza pojazdu zapewniony był poprzez sterowane pneumatycznie drzwi w układzie 0-2-1, dwupłatowe umieszczone za osią przednią oraz jednopłatowe na zwisie tylnym. Źródło napędu stanowił ten sam co w H7-10 silnik Iveco 8040.45 o mocy maksymalnej 100 kW (136 KM), jednak zblokowany z 5-biegową manualną skrzynią biegów Iveco 2845.5. W 2000 roku na zamówienie przedsiębiorstwa Rapid-Bus obsługującej linie miejskie w Warszawie, opracowano wersję Autosana H7-20 wyposażoną w 4-cylindrowy, rzędowy silnik wysokoprężny Andoria 4CT107 o pojemności skokowej 4360 cm³ i mocy maksymalnej 77 kW (105 KM). Jednostka ta została zblokowana z 5-biegową manualną skrzynią biegów TS5-40.

### Autosan H7-10.02/H7-20.02
W 2001 roku zaprezentowano znacznie zmodernizowany model serii H7, międzymiastowy autobus H7-10.02 noszący nową nazwę handlową H7-10 Traper. Pojazd wyposażony został w całkowicie nowe nadwozie, którego stylizacja zrywała z linią starszych modeli H7-10.01/H7-20.01 oraz serii H6. Nowy autobus w stosunku do swojego poprzednika był dłuższy o 201 mm (7353 mm), szerszy o 96 mm (2376 mm) oraz wyższy o 55 mm (2847 mm), dzięki czemu powiększono przestrzeń pasażerską, która umożliwiała przewóz 28 pasażerów na miejscach siedzących i dodatkowo 7 osób na miejscach stojących. Nadwozie podtypu.02 wyposażone zostało w wiele elementów zewnętrznych zapożyczonych z autobusów rodziny A10, jak np. reflektory czy lampy kierunkowskazów. Wszystkie szyby mocowane były za pomocą metody klejenia. Niezmieniony został układ drzwi w konfiguracji 0-1-0, które sterowane były pneumatycznie. W lewej ścianie bocznej umieszczono drzwi umożliwiające dostęp do stanowiska kierowcy.
Do napędu zastosowano zmodernizowany 4-cylindrowy, silnik typu Iveco 8040SRC21 spełniający wymagania normy Euro 2 o pojemności skokowej 3908 cm³ oraz mocy maksymalnej 100 kW (136 KM), który zblokowany został z 6-biegową manualną skrzynią biegów Iveco 2855. Znaczące zmiany wprowadzono w układzie jezdnym, gdzie zastosowano przednią sztywną belkę oraz tylny jednostopniowy most napędowy dostarczany przez przedsiębiorstwo MAN. Elementy te oparte zostały na parabolicznych resorach piórowych dodatkowo wspartych przez amortyzatory hydrauliczne i stabilizator osi tylnej. Sterowany pneumatycznie układ hamulcowy wyposażono w tarcze hamulcowe na obydwu osiach oraz dodatkowo w układ ABS.
Miejski Autosan H7-20.02 zaprezentowany został we wrześniu 2001 roku podczas Wystawy Komunikacji Miejskiej w Łodzi. Model ten posiadał analogicznie jak wersja międzymiastowa nowy typ nadwozia o zwiększonych wymiarach oraz zmienionej stylizacji. Pojazd noszący nazwę handlową Autosan H7-20 Trafic dostosowany został do transportu 50 pasażerów z czego 18 na miejscach siedzących. Źródło napędu stanowił silnik Iveco 8040SRC21 Euro 2, jednak generowana przez niego moc przekazywana była na tylną oś poprzez 5-biegową skrzynię manualną Iveco 2845. W 2002 roku dokonano niewielkiej modernizacji, wprowadzono wówczas nowy wzór drzwi wejściowych z jednoczęściową dużą szybą, w miejsce dotychczas stosowanych z szybami dwuczęściowymi.
Produkcja autobusów serii H7 do 2002 roku realizowana była przez wydzieloną ze struktury przedsiębiorstwa Autosan S.A. spółkę Autosan-Bussan. Wraz z jej likwidacją, produkcja najmniejszych modeli marki przeniesiona została do macierzystych zakładów przedsiębiorstwa Autosan.

### Autosan H7-10.03
W 2001 roku oprócz pierwszych egzemplarzy nowej generacji Autosanów H7, reprezentowanej przez podtyp.02 zaprezentowano jeszcze jedną odmianę międzymiastowego autobusu klasy mini, którym był model H7-10.03. Głównym wyróżnikiem tego pojazdu było zastosowane źródło napędu, które stanowił spełniający wymagania normy Euro 2, turbodoładowany 4-cylindrowy, rzędowy silnik wysokoprężny Andoria 4CT107 o pojemności skokowej 4360 cm³, osiągający moc maksymalną 80 kW (109 KM). Jednostka napędowa połączona została z 5-biegową manualną skrzynią biegów typu TS5-50. Produkcji seryjnej tej odmiany nie podjęto, a jedyny prototypowy egzemplarz został zakupiony przez Przedsiębiorstwo Komunikacji Samochodowej w Mławie.

### Autosan H7-10.04/H7-20.04

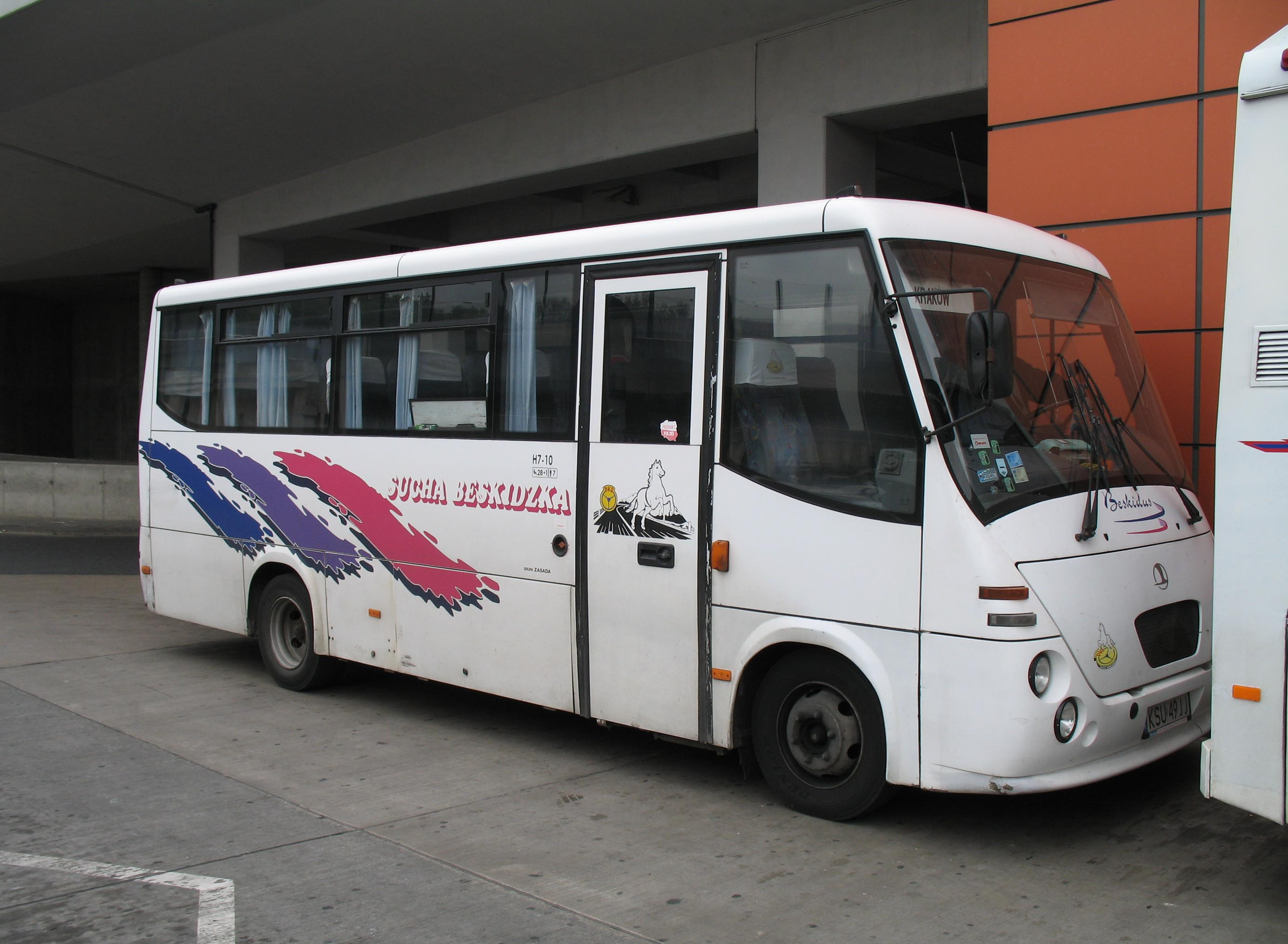
Autosan H7-10.04

Kolejną modernizację serii H7 przeprowadzono już w 2002 roku. Główne zmiany objęły układ jezdny, gdzie zastosowano oś przednią oraz tylny most napędowy produkcji FON Radomsko, w miejsce produktów przedsiębiorstwa MAN. Zastosowanie nowych podzespołów spowodowało zwiększenie rozstawu kół, przez co konieczne było wprowadzenie poszerzonych nadkoli, tak aby koła jezdne nie wystawały poza obrys autobusu. Modyfikacje objęły również stanowisko pracy kierowcy, wprowadzono wówczas nową deskę rozdzielczą z zestawem wskaźników przejętych z francuskiego samochodu ciężarowego Renault Midlum. Międzymiastowy H7-10 Traper oferowany był w wersji przystosowanej do przewozu 35 pasażerów, w tym 28 na miejscach siedzących lub w odmianie wyposażonej w 24 fotele z regulowanym oparciem. Konfiguracja układu napędowego pozostała niezmieniona w dalszym ciągu wykorzystywano silnik Iveco 8040SRC21 Euro 2 o mocy maksymalnej 100 kW (136 KM), który zblokowano z 6-biegową manualną skrzynią biegów w modelu H7-10 Traper lub przekładnią 5-biegową w przypadku H7-20 Trafic.
W 2003 roku Autosan rozpoczął współpracę z białoruskim przedsiębiorstwem Briestgruzawtoserwis, której celem było utworzenie spółki Briest-Autosan oraz rozpoczęcie montażu polskich autobusów w zakładzie znajdującym się w specjalnej strefie ekonomicznej w Brześciu. Pierwsze 3 próbne egzemplarze modelu Autosan H7-10 Traper zostały zmontowane jeszcze w 2003 roku. W stosunku do egzemplarzy produkowanych w Polsce różniły się zastosowaniem produkowanego przez Mińską Fabrykę Silników (Minskij Motornyj Zawod), 4-cylindrowego silnika wysokoprężnego typu MMZ 245.9-337 o pojemności skokowej około 4,7 dm³ i mocy maksymalnej 100 kW (136 KM) oraz manualnej skrzyni biegów ZiŁ. Próba utworzenia polsko-białoruskiej spółki oraz rozpoczęcia montażu i sprzedaży autobusów Autosan H7-10 na rynku białoruskim zakończyła się niepowodzeniem głównie ze względu na konkurencję ze strony producentów oferujących tańsze pojazdy tej samej klasy.

### Autosan H7-10.05/H7-20.05

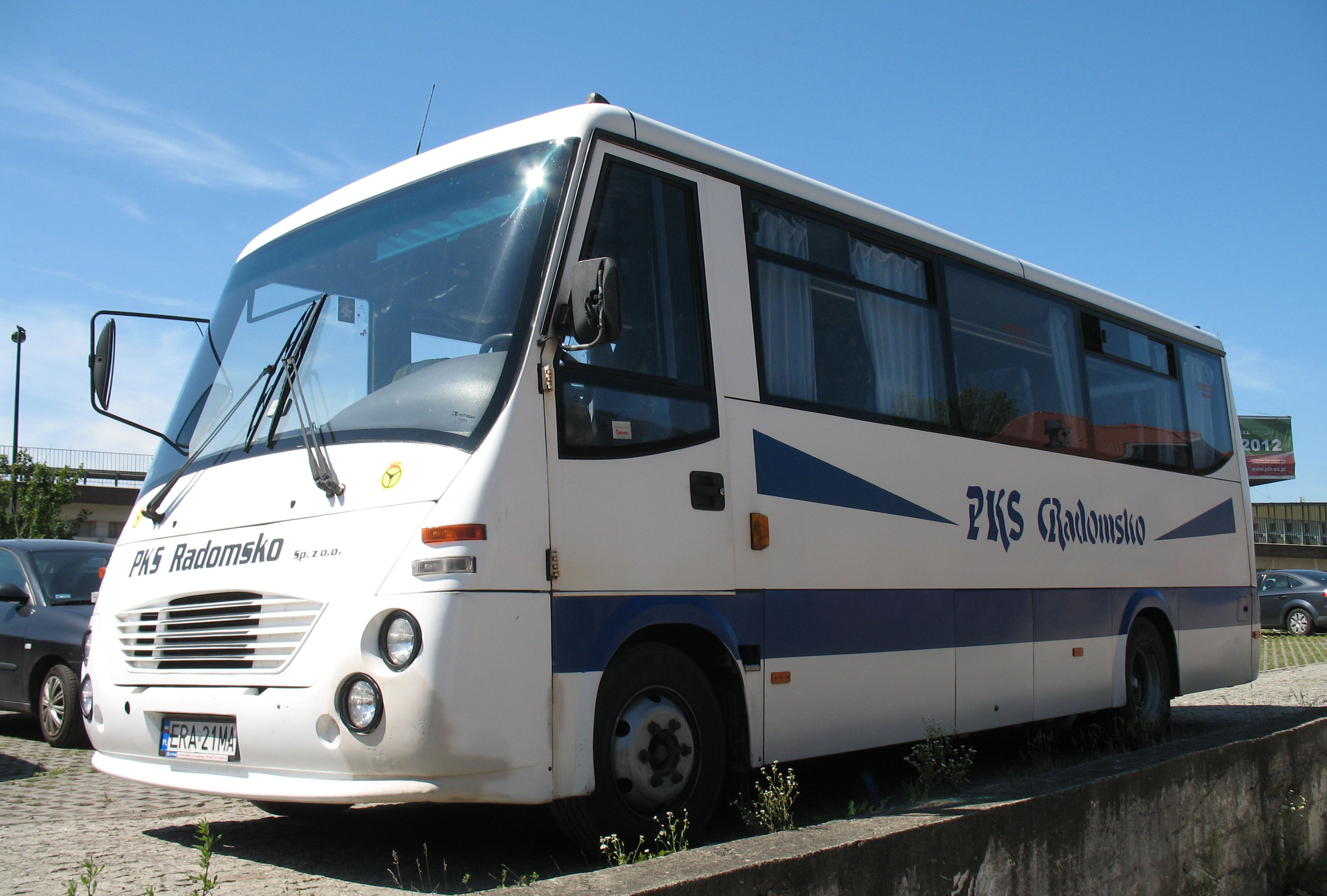
Autosan H7-10.05

W drugiej połowie 2004 roku wprowadzono do produkcji po raz kolejny zmodernizowane modele rodziny H7 o oznaczeniu H7-10.05 oraz H7-20.05. Nowe wersje wyposażone zostały w spełniający wymagania normy emisji spalin Euro 3, turbodoładowany 4-cylindrowy, rzędowy silnik wysokoprężny Iveco F4AE0482 o pojemności skokowej 3908 cm³ i mocy maksymalnej 110 kW (150 KM). Moc generowana przez silnik podobnie jak w starszych odmianach przenoszona była poprzez 6-biegową manualną skrzynią biegów w wersji międzymiastowej lub przekładnię 5-biegową stosowaną w miejskim H7-20. Zmieniona została stylizacja ściany czołowej, jej charakterystycznym elementem została szeroka i lakierowana pod kolor nadwozia osłona wlotu powietrza do silnika. W Autosanie H7-10 Traper w ramach wyposażenia opcjonalnego pojawiła się możliwość montażu na zwisie tylnym dodatkowej pary jednoskrzydłowych drzwi sterowanych ręcznie. Rozwiązanie to pozwoliło na powrót wersji międzymiastowej z układem drzwi 0-1-1, która została wycofana z ofert wraz z wprowadzeniem do sprzedaży podtypu.02 w 2001 roku. Ostatnia korekta wyglądu elementów zewnętrznych nadwozia nastąpiła w 2005 roku, dokonano wówczas niewielkich zmian ściany czołowej gdzie zastosowano mniejsze reflektory projektorowe oraz lampy kierunkowskazów przedsiębiorstwa Hella, w ścianie tylnej umieszczono okrągłe lampy kierunkowskazów oraz świateł stop i cofania w miejsce dotychczas stosowanych kwadratowych.
Pomimo wdrożenia do produkcji seryjnej w pierwszej połowie 2006 roku nowego autobusu Autosan H7-10MB Solina (typ H7-10.06), starsze modele H7-10.05 i H7-20.05 nie zostały wycofane od razu ze sprzedaży. Ich produkcja była kontynuowana do połowy roku, a pojazdy te stanowiły uzupełnienie oferty ze względu na niższą cenę zakupu w stosunku do Autosana Soliny.

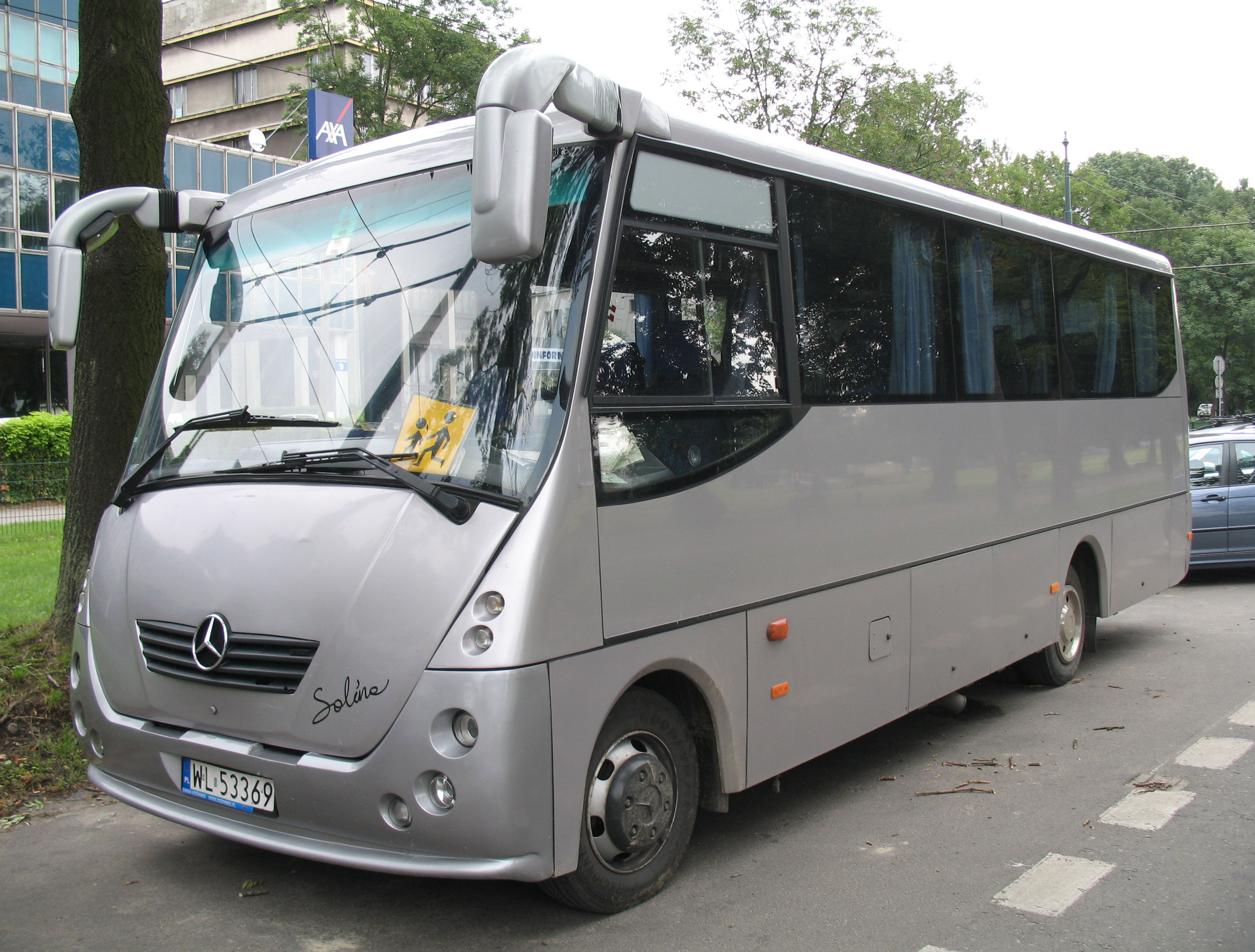
Autosan H7-10MB Solina

### Autosan H7-10MB/H7-20MB Solina
W 2005 roku zaprezentowano nowego przedstawiciela serii małych autobusów produkowanych w Sanoku, model Autosan H7-10.06, który oferowany był pod nazwą handlową H7-10MB Solina. Konstrukcja nowego pojazdu została oparta na ramowym podwoziu lekkiego samochodu ciężarowego Mercedes-Benz Vario. Zastosowanie nowego podwozia przyczyniło się do zwiększenia długości pojazdu w stosunku do starszej wersji o 417 mm (7770 mm). Wprowadzono również istotne zmiany w stylizacji nadwozia, które szczególnie uwidocznione zostały w przedniej części. Produkcję seryjną Soliny rozpoczęto w 2006 roku, jednocześnie wprowadzając odmianę miejską H7-20.06 Solina City i jej wersję z obniżonym poziomem podłogi na zwisie tylnym. Pod koniec 2010 roku z nazwy handlowej usunięte zostało kodowe oznaczenie „H7". Od tego momentu pojazdy te w zależności od wersji nosiły nazwy Autosan Solina lub Autosan Solina City. Ostatecznie produkcja seryjna autobusów serii Solina została zakończona pod koniec 2011 roku.

## Wersje specjalne

### Autosan H7-10ZK
Produkcję pierwszych małych autobusów więziennych bazujących na rozwiązaniach serii H6 fabryka Autosan rozpoczęła w 1993 roku. Następcą tych pojazdów został Autosan H7-10ZK początkowo oparty na konstrukcji autobusu międzymiastowego H7-10.04, a później zmodernizowanej wersji H7-10.05. Sanocka więźniarka oferowana była w dwóch wersjach wyposażenia, różniących się konfiguracją przestrzeni pasażerskiej. Wariant I posiadał jedną parę drzwi wejściowych w układzie 0-1-0 i dostosowany został do przewozu 25 osób w dwóch oddzielonych od siebie przedziałach. Przedział pierwszy przeznaczony został dla 3 konwojentów oraz kierowcy, natomiast w drugim przedziale umieszczono 21 miejsc siedzących dla skazanych. Wnętrze wariantu II podzielone zostało na 3 przedziały, pierwszy dla 3 konwojentów i kierowcy, drugi przeznaczony do transportu 17 aresztantów oraz trzeci przedział bagażowy o objętości 3,6 m³, do którego dostęp był zapewniony poprzez umieszczoną na zwisie tylnym drugą parę drzwi sterowanych ręcznie. Część dla skazanych w obydwu wersjach wykończona została materiałami zapewniającymi jedynie minimalny komfort podróżowania. Miejsca siedzące wyposażano w twarde oparcia ze sklejki, a na podłodze umieszczono ryflowaną blachę aluminiową. Dostęp do światła dziennego zapewniony był przez zabezpieczone kratą niewielkie stałe okienka umieszczone przy górnej krawędzi ścian bocznych. Układ wentylacji składał się wentylatora wyciągowego oraz wywietrzników dachowych, natomiast do ogrzewania zastosowano dwie nagrzewnice elektryczne. Dodatkowe wyposażenie przedziału dla osób pozbawionych wolności obejmowało 4 lampy oświetleniowe, system nagłośnienia, przycisk alarmowy oraz mocowane do sufitu dwie półki bagażowe. W układzie elektrycznym pojazdu zastosowano niezależną instalację dla przedziału skazanych. Do wyposażenia standardowego więźniarki należała toaleta chemiczna umieszczona w kabinie, której konstrukcja umożliwiała dostęp zarówno konwojentom, jak i konwojowanym, bez zagrożenia dostania się osób pozbawionych wolności do części zajmowanej przez strażników i kierowcę.

### Autosan H7-10I

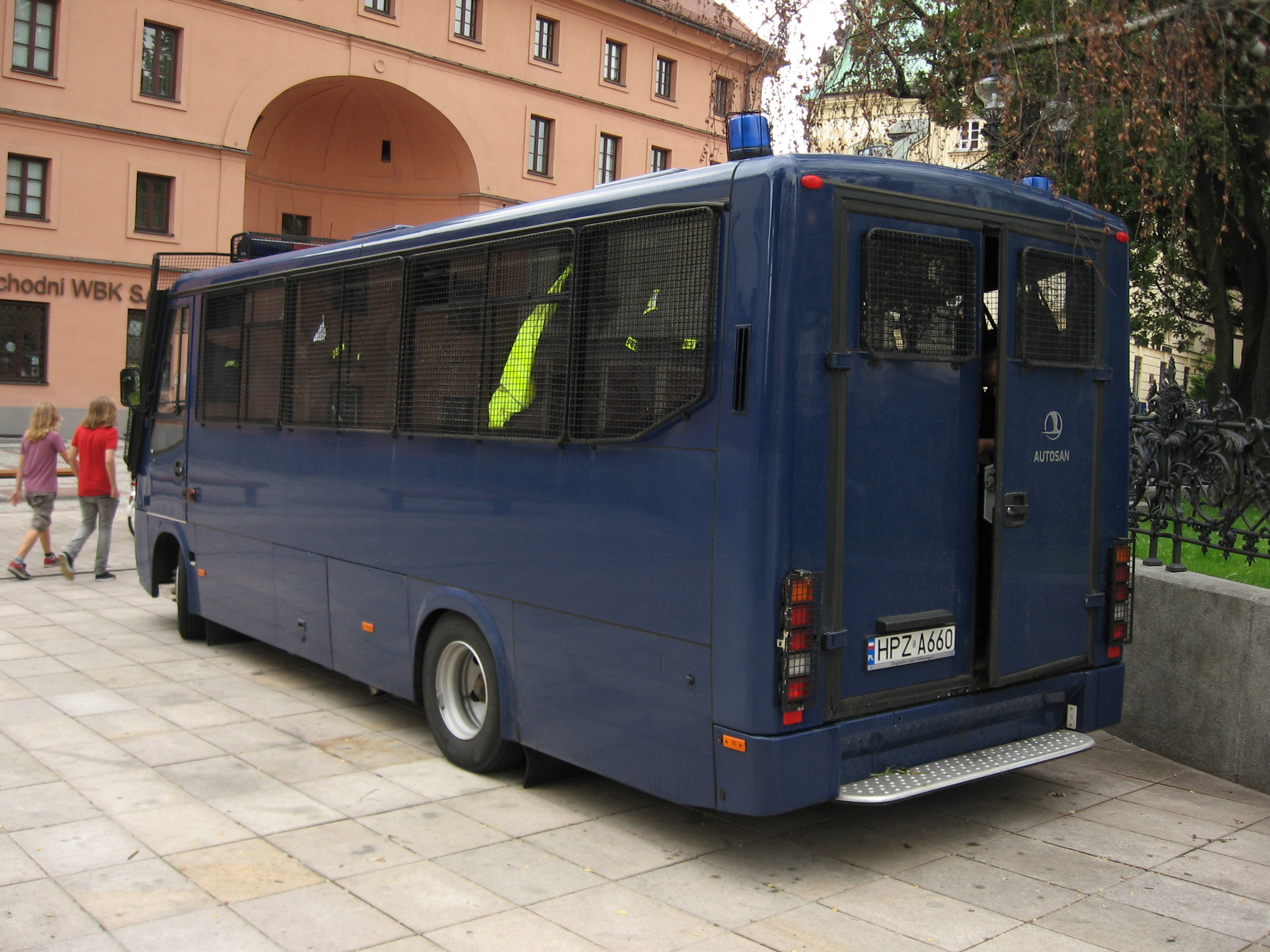
Autosan H7-10I

Na zamówienie Policji w 2005 roku opracowano bazujący na modelu H7-10.04 autobus interwencyjny Autosan H7-10I, wyposażony w silnik Iveco 8040SCR21.11 o pojemności skokowej 3908 cm³ i mocy maksymalnej 100 kW (136 KM). Pojazd ten przeznaczony został dla Oddziałów Prewencji i służył do przewozu 30 osób, w tym 28 funkcjonariuszy wraz z wyposażeniem, dowódcy oraz kierowcy. Istotne zmiany wprowadzono we wnętrzu, gdzie metalowe składane siedzenia usytuowano wzdłuż ścian bocznych nadwozia. Za miejscami siedzącymi zamontowano wieszaki na kurtki oraz stojaki na pałki i broń długą. W miejsce podsufitowych półek bagażowych zastosowano wsporniki, na których mogły zostać powieszone hełmy ochronne. Na środku przestrzeni pasażerskiej pomiędzy siedzeniami zamontowane zostały stojaki na tarcze obronne. Dodatkowo w przedniej części wnętrza, tuż przy kierowcy znajdowało się siedzenie dla dowódcy pojazdu umiejscowione tyłem do kierunku jazdy. Wygląd zewnętrzny modelu H7-10I wyróżniał się dzięki zastosowanemu okratowaniu świateł oraz wszystkich okien, przy czym krata szyby czołowej była automatycznie podnoszona lub opuszczana. Podobnie jak w wersji międzymiastowej, odmiana interwencyjna wyposażona została w umieszczone po prawej stronie sterowane pneumatycznie jednoskrzydłowe drzwi w układzie 0-1-0 oraz przeznaczone dla kierowcy dodatkowe drzwi z lewej strony. Aby umożliwić szybkie opuszczenie autobusu przez interweniujących policjantów w tylnej ścianie zastosowano drzwi dwuskrzydłowe. Ogółem powstała krótka seria tego modelu, 10 sztuk w 2005 oraz kolejnych 6 egzemplarzy w 2006 roku.

## Eksport
Już w 2000 roku wyeksportowano pierwsze 3 egzemplarze międzymiastowego autobusu Autosan H7-10.01 na Łotwę. W 2003 roku w wyniku podjętej współpracy z przedsiębiorstwem Briestgruzawtoserwis zmontowano w Brześciu na Białorusi 3 egzemplarze modelu H7-10 Traper. Zakładano wówczas utworzenie polsko-białoruskiej spółki Briest-Autosan, która według planów w 2004 roku miała zmontować 50 autobusów. Kolejnymi odbiorcami zagranicznymi były przedsiębiorstwa przewozowe z Rumunii, gdzie w latach 2004–2006 dostarczono 12 sztuk miejskiego autobusu Autosan H7-20 Trafic. W 2004 r. – 2 szt., 2005 r. – 3 szt., 2006 r. – 7 sztuk.

## Konstrukcja

### Nadwozie
Konstrukcja nadwozia modeli serii H7 wykonana została z kwadratowych i prostokątnych rur stalowych, łączonych ze sobą poprzez spawanie. Nadwozie oparte zostało na ramie podłużnicowo-kratownicowej. Poszycie zewnętrzne ścian bocznych wykonane zostało z blachy chromoniklowej o podwyższonej odporności na korozję. Sterowane pneumatycznie z miejsca prowadzącego pojazd drzwi wejściowe, otwierane były na zewnątrz w przypadku H7-10 lub do wewnątrz w modelu H7-20. Ściany czołowa oraz tylna wykonywane były z tworzyw sztucznych mocowanych do szkieletu nadwozia poprzez klejenie, klapy boczne wykonywano z aluminium. W odmianie międzymiastowej H7-10 do wykończenia sufitu i ścian bocznych wnętrza wykorzystywane były panele wykańczane wykładziną materiałową, w przypadku modelu miejskiego H7-20 zastosowano płyty laminowane. Podłoga w obydwu modelach pokrywana była wykładziną z PCW. Wentylacja zapewniona była przez otwory okienne, klapy dachowe, otwory w ścianie czołowej oraz wyciągi wentylacyjne. W przypadku Autosana H7-10 Traper istniała możliwość zamówienia klimatyzatora przestrzeni pasażerskiej, stanowiącego element wyposażenia dodatkowego. Ogrzewanie zapewniał agregat grzewczy połączony z układem chłodzenia silnika oraz dodatkowe nagrzewnice.

### Układ jezdny i hamulcowy
W autobusach rodziny H7 zastosowano zawieszenie zależne z dostarczanymi przez przedsiębiorstwo MAN-Star Trucks sztywną przednią osią i sztywnym tylnym mostem napędowym, które oparte były na resorach parabolicznych, amortyzatorach teleskopowych oraz stabilizatorach przechyłu. W modelach pierwszej generacji H7-10.01/H7-20.01 zastosowano pneumatyczny układ hamulcowy z hamulcami bębnowymi na obydwu osiach oraz systemem ABS. W 2001 roku wraz z wprowadzeniem nowych modeli H7-10 Traper i H7-20 Trafic zmodernizowano układ hamulcowy, w którym zastosowano hamulce tarczowe. Od 2002 roku głównymi elementami układu jezdnego były przednia oś sztywna oraz tylny most napędowy dostarczane przez FON Radomsko. Nowe komponenty cechowały się większym rozstawem kół niż osie MAN, co wymusiło zmiany w nadwoziu, polegające na poszerzeniu nadkoli.

### Instalacja elektryczna
Modele serii H7 zarówno w odmianie międzymiastowej, jak i miejskiej wyposażone zostały w instalację elektryczną o napięciu znamionowym 24 V. Do wytwarzania energii elektrycznej w przypadku autobusów wyposażonych w silniki spełniające wymagania normy emisji spalin Euro 2 zastosowano alternator o natężeniu 80 A, natomiast w przypadku wersji z silnikami Euro 3 o natężeniu 90 A. Do magazynowania wytworzonego prądu zastosowano dwa akumulatory o pojemności 120 Ah. Więźniarka H7-10ZK wyposażona została w niezależną instalację elektryczną dla przedziału przeznaczonego do przewozu aresztowanych. Instalacja elektryczna obsługiwała podstawowe układy elektryczne autobusu, jak układ zasilania silnika, oświetlenie zewnętrzne i wewnętrzne, ogrzewanie, system wentylacji czy instalacja pneumatyczna. Dodatkowo na zamówienie klienta istniała możliwość montażu dodatkowych urządzeń elektrycznych, jak klimatyzatora, lodówki, radia czy automatu do napojów w modelu H7-10 lub w odmianie miejskiej H7-20 kasowników, sterowników elektronicznych oraz tablic informacyjnych.